# Hunter (Sandra van Nieuwland)
Hunter is de debuutsingle van Sandra van Nieuwland. Het nummer, door haarzelf geschreven en gecomponeerd en door 8ball Music geproduceerd, kwam op 3 augustus 2013 uit en werd meteen de Alarmschijf.

## Hitnoteringen
| Hitlijst           | Datum van binnenkomst | Hoogste positie | Aantal weken | Laatste notering |
| ------------------ | --------------------- | --------------- | ------------ | ---------------- |
| Single Top 100     | 10-08-2013            | 14              | 14           | 07-12-2013       |
| Nederlandse Top 40 | 17-08-2013            | 13              | 8            | 05-10-2013       |

#### Nederlandse Top 40
| Hitnotering: 17-08-2013 t/m 05-10-2013 | Hitnotering: 17-08-2013 t/m 05-10-2013 | Hitnotering: 17-08-2013 t/m 05-10-2013 | Hitnotering: 17-08-2013 t/m 05-10-2013 | Hitnotering: 17-08-2013 t/m 05-10-2013 | Hitnotering: 17-08-2013 t/m 05-10-2013 | Hitnotering: 17-08-2013 t/m 05-10-2013 | Hitnotering: 17-08-2013 t/m 05-10-2013 | Hitnotering: 17-08-2013 t/m 05-10-2013 | Hitnotering: 17-08-2013 t/m 05-10-2013 |
| Week:                                  | 1                                      | 2                                      | 3                                      | 4                                      | 5                                      | 6                                      | 7                                      | 8                                      |                                        |
| -------------------------------------- | -------------------------------------- | -------------------------------------- | -------------------------------------- | -------------------------------------- | -------------------------------------- | -------------------------------------- | -------------------------------------- | -------------------------------------- | -------------------------------------- |
| Positie:                               | 14                                     | 13                                     | 19                                     | 18                                     | 22                                     | 27                                     | 27                                     | 34                                     | uit                                    |

#### NederlandseSingle Top 100
| Hitnotering: (week 1 t/m 12) 10-08-2013 t/m 26-10-2013 Hitnotering: (Week 13 t/m) 30-11-2013 t/m | Hitnotering: (week 1 t/m 12) 10-08-2013 t/m 26-10-2013 Hitnotering: (Week 13 t/m) 30-11-2013 t/m | Hitnotering: (week 1 t/m 12) 10-08-2013 t/m 26-10-2013 Hitnotering: (Week 13 t/m) 30-11-2013 t/m | Hitnotering: (week 1 t/m 12) 10-08-2013 t/m 26-10-2013 Hitnotering: (Week 13 t/m) 30-11-2013 t/m | Hitnotering: (week 1 t/m 12) 10-08-2013 t/m 26-10-2013 Hitnotering: (Week 13 t/m) 30-11-2013 t/m | Hitnotering: (week 1 t/m 12) 10-08-2013 t/m 26-10-2013 Hitnotering: (Week 13 t/m) 30-11-2013 t/m | Hitnotering: (week 1 t/m 12) 10-08-2013 t/m 26-10-2013 Hitnotering: (Week 13 t/m) 30-11-2013 t/m | Hitnotering: (week 1 t/m 12) 10-08-2013 t/m 26-10-2013 Hitnotering: (Week 13 t/m) 30-11-2013 t/m | Hitnotering: (week 1 t/m 12) 10-08-2013 t/m 26-10-2013 Hitnotering: (Week 13 t/m) 30-11-2013 t/m | Hitnotering: (week 1 t/m 12) 10-08-2013 t/m 26-10-2013 Hitnotering: (Week 13 t/m) 30-11-2013 t/m | Hitnotering: (week 1 t/m 12) 10-08-2013 t/m 26-10-2013 Hitnotering: (Week 13 t/m) 30-11-2013 t/m | Hitnotering: (week 1 t/m 12) 10-08-2013 t/m 26-10-2013 Hitnotering: (Week 13 t/m) 30-11-2013 t/m | Hitnotering: (week 1 t/m 12) 10-08-2013 t/m 26-10-2013 Hitnotering: (Week 13 t/m) 30-11-2013 t/m | Hitnotering: (week 1 t/m 12) 10-08-2013 t/m 26-10-2013 Hitnotering: (Week 13 t/m) 30-11-2013 t/m | Hitnotering: (week 1 t/m 12) 10-08-2013 t/m 26-10-2013 Hitnotering: (Week 13 t/m) 30-11-2013 t/m | Hitnotering: (week 1 t/m 12) 10-08-2013 t/m 26-10-2013 Hitnotering: (Week 13 t/m) 30-11-2013 t/m | Hitnotering: (week 1 t/m 12) 10-08-2013 t/m 26-10-2013 Hitnotering: (Week 13 t/m) 30-11-2013 t/m | Hitnotering: (week 1 t/m 12) 10-08-2013 t/m 26-10-2013 Hitnotering: (Week 13 t/m) 30-11-2013 t/m | Hitnotering: (week 1 t/m 12) 10-08-2013 t/m 26-10-2013 Hitnotering: (Week 13 t/m) 30-11-2013 t/m | Hitnotering: (week 1 t/m 12) 10-08-2013 t/m 26-10-2013 Hitnotering: (Week 13 t/m) 30-11-2013 t/m | Hitnotering: (week 1 t/m 12) 10-08-2013 t/m 26-10-2013 Hitnotering: (Week 13 t/m) 30-11-2013 t/m |
| Week:                                                                                            | 1                                                                                                | 2                                                                                                | 3                                                                                                | 4                                                                                                | 5                                                                                                | 6                                                                                                | 7                                                                                                | 8                                                                                                | 9                                                                                                | 10                                                                                               | 11                                                                                               | 12                                                                                               |                                                                                                  | 13                                                                                               | 14                                                                                               | 15                                                                                               | 16                                                                                               | 17                                                                                               | 18                                                                                               | 19                                                                                               |
| ------------------------------------------------------------------------------------------------ | ------------------------------------------------------------------------------------------------ | ------------------------------------------------------------------------------------------------ | ------------------------------------------------------------------------------------------------ | ------------------------------------------------------------------------------------------------ | ------------------------------------------------------------------------------------------------ | ------------------------------------------------------------------------------------------------ | ------------------------------------------------------------------------------------------------ | ------------------------------------------------------------------------------------------------ | ------------------------------------------------------------------------------------------------ | ------------------------------------------------------------------------------------------------ | ------------------------------------------------------------------------------------------------ | ------------------------------------------------------------------------------------------------ | ------------------------------------------------------------------------------------------------ | ------------------------------------------------------------------------------------------------ | ------------------------------------------------------------------------------------------------ | ------------------------------------------------------------------------------------------------ | ------------------------------------------------------------------------------------------------ | ------------------------------------------------------------------------------------------------ | ------------------------------------------------------------------------------------------------ | ------------------------------------------------------------------------------------------------ |
| Positie:                                                                                         | 14                                                                                               | 21                                                                                               | 35                                                                                               | 32                                                                                               | 27                                                                                               | 38                                                                                               | 43                                                                                               | 48                                                                                               | 59                                                                                               | 65                                                                                               | 65                                                                                               | 93                                                                                               | uit                                                                                              | 56                                                                                               | 74                                                                                               |                                                                                                  |                                                                                                  |                                                                                                  |                                                                                                  |                                                                                                  |